# Sołdany
Sołdany [sɔu̯ˈdanɨ] (deutsch Soldahnen) ist ein Ort in der polnischen Woiwodschaft Ermland-Masuren und gehört zur Landgemeinde Giżycko (Landgemeinde Lötzen) im Powiat Giżycki (Kreis Lötzen).

## Geographische Lage
Sołdany liegt im nördlichen Osten der Woiwodschaft Ermland-Masuren, 16 Kilometer südöstlich der früheren Kreisstadt Angerburg (polnisch Węgorzewo) und acht Kilometer nordöstlich der heutigen Powiathauptstadt Giżycko (Lötzen).

## Geschichte
Soldahnen wurde um 1532 gegründet und wurde 1874 in den neu errichteten Amtsbezirk Kruglanken (polnisch Kruklanki) eingegliedert, der bis 1945 bestand und zum Kreis Angerburg im Regierungsbezirk Gumbinnen der preußischen Provinz Ostpreußen gehörte.
Im Jahre 1910 zählte Soldahnen 391 Einwohner, im Jahre 1925 waren es noch 370. Am 30. September 1928 wurde der Nachbarort Neu Soldahnen (polnisch Nowe Sołdany) eingemeindet. Die Einwohnerzahl stieg bis 1933 auf 437 und belief sich 1939 noch auf 430.
In Kriegsfolge kam Soldahnen 1945 mit dem gesamten südlichen Ostpreußen zu Polen und erhielt die polnische Ortsbezeichnung „Sołdany“. Heute ist das Dorf Sitz eines Schulzenamtes (polnisch sołectwo) und eine Ortschaft im Verbund der Landgemeinde Giżycko (Lötzen), jetzt in den Powiat Giżycki „gewechselt“, vor 1998 der Woiwodschaft Suwałki, seither der Woiwodschaft Ermland-Masuren zugehörig.

## Kirche
Soldahnen war bis 1945 in die evangelische Kirche Kruglanken in der Kirchenprovinz Ostpreußen der Kirche der Altpreußischen Union sowie in die katholische Kirche St. Bruno in Lötzen im Bistum Ermland eingepfarrt.
Heute gehört Sołdany zur katholischen Pfarrei Kruklanki im Bistum Ełk (Lyck) der Römisch-katholischen Kirche in Polen bzw. zur evangelischen Pfarrei Giżycko in der Diözese Masuren der Evangelisch-Augsburgischen Kirche in Polen.

## Verkehr
Sołdany liegt östlich der polnischen Landesstraße DK 63 (einstige deutsche Reichsstraße 131) und ist von dort auf einer Nebenstraße in Richtung Kruklanki (Kruglanken) zu erreichen. Eine Bahnanbindung besteht nicht.